# Hindholm Højskole
Hindholm Højskole var en folkehøjskole i Fuglebjerg ved Næstved. Den blev oprettet i 1852 af børnehjemsforstander Anders Stephansen med N.J. Jensen som første højskoleforstander. I 1867 købte den daværende forstander, Chr. Nielsen, højskolen af Stephansen. Den blev nedlagt i 1914. Skolen er sparsomt beskrevet, da den ikke var grundtvig-koldsk.
Der blev ikke drevet skole fra 1914 til 1916. I 1916 dannede en kreds af forældre Hindholm Kost- og Realskole, og 1. september 1916 var skolen en realitet med 34 elever.
Der er siden blevet drevet skole på stedet. Da skolen ophørte som kost- og realskole, tog den navnet Skolen på Hindholm.
Der drives stadig skole i bygningerne fra højskoletiden. Skolen er en selvejende institution under navnet Hindholm Privatskole.
Chr. Christensen, født 1844, opholdt sig i årene 1861-1871 mest på Hindholm Højskole, hvad han har beskrevet fyldigt i sin bog "Min Livsførelse og Virksomhed. Minder og Tanker om Personer og forhold" udgivet 1918. Chr. Christensen var i øvrigt lærer ved Tune Landboskole fra 1871 til 1915.

## Højskoleforstandere
- 1852-1864 N.J. Jensen (1821-1897, cand.theol.)
- 1864-1891 Christian Nielsen (1835-1891, kaptajn)
- 1891-1900 H. Larsen (landbrugskandidat)
- 1900-1906 Niels Peter Jensen
- 1906-1909 Lavrits Nielsen
- 1909-1914 C.F. la Cour

## Eksterne links
- Hindholm Privatskoles hjemmeside

|  | Denne artikel om en bygning eller et bygningsværk kan blive bedre, hvis der indsættes et (bedre) billede. Du kan hjælpe ved at afsøge Wikimedia Commons for et passende billede eller lægge et op på Wikimedia Commons med en af de tilladte licenser og indsætte det i artiklen. |

55°17′13″N 11°33′30″Ø / 55.2869°N 11.5582°Ø